# 2010 GB174
2010 GB174, também escrito como 2010 GB174, é um objeto separado. Ele nunca fica mais perto do que 48,5 UA do Sol (sobre a borda externa do Cinturão de Kuiper). 2010 GB174 têm uma magnitude absoluta de 6,5 com base no albedo assumido ele tem um diâmetro de cerca de 221 quilômetros.

## Descoberta
2010 GB174 foi descoberto no dia 12 de abril de 2010.

## Características orbitais
A órbita de 2010 GB174 tem uma excentricidade de 0,869 e possui um semieixo maior de 371 UA. O seu periélio leva o mesmo a uma distância de 48,675 UA em relação ao Sol e seu afélio a 694 UA.
Sua grande excentricidade sugere fortemente que foi gravitacionalmente espalhado em sua órbita atual. Trata-se, como todos os objetos separados, fora da atual influência do planeta Netuno, mas, ainda não foi possível explicar como o mesmo chegou a sua atual órbita.
Chegou em seu periélio (maior aproximação do Sol) em torno de 1952, e está atualmente a 69,8 UA em relação ao Sol. Em setembro de 2014, ele se mover para além dos 70 UA de distância do Sol.

## Ligações exernas
- ABSOLUTE MAGNITUDE (H) NASA/JPL